# Loxaspilates straminearia
Loxaspilates straminearia là một loài bướm đêm trong họ Geometridae.